# Kingdomino
Kingdomino è un gioco da tavolo ideato da Bruno Cathala, pubblicato nel 2016 dalla Blue Orange e in Italia dalla Oliphante. Si tratta di una rivisitazione ed evoluzione del classico gioco del domino dove ogni giocatore impersona un re che deve espandere il suo regno connettendo delle tessere raffiguranti diversi tipi di paesaggio. Nel 2017 il gioco ha vinto il prestigioso premio Spiel des Jahres come miglior gioco da tavolo dell'anno.

## Il gioco
Ciascun giocatore sceglie il castello e il relativo re di un colore. Il castello viene piazzato su una tessera di partenza mentre i re serviranno a segnare la tessera territorio scelta in un round di gioco. In ciascun round vengono prese a caso un numero di tessere pari a 4 per due o quattro giocatori o pari a 3 se si gioca in tre giocatori. In ciascun round un giocatore piazza il proprio re su una delle tessere scelte e messe in ordine crescente. Dopo si scelgono ulteriore tessere e, dopo averle messe in ordine, il giocatore che ha posizionato il re nella tessera col numero più basso posiziona la tessera scelta nel proprio regno e sceglie una delle nuove tessere disponibili. Si continua così finché l'ultimo giocatore non ha completato queste due mosse.
Il posizionamento delle tessere nel proprio reame dovrà sottostare a due regole: tutte le tessere devono essere collocate all'interno di una matrice 5x5 comprensiva della tessera di partenza e la nuova tessera dovrà essere collegata ad una presente facendo corrispondere almeno uno dei due paesaggi raffigurati oppure connessa alla tessera di partenza che vale come jolly.
Terminate le tessere si conteggiano i punti di ciascun reame. Per questa operazione si considera il numero di caselle dello stesso tipo di paesaggio contigui (detti domini) e il numero di corone raffigurato sulle strutture presenti nel dominio. Moltiplicando i due per ciascun tipo di dominio del reame si ottiene il punteggio finale di ciascun giocatore e chi ha quello maggiore è il vincitore.
È possibile aggiungere delle regole opzionali come Dinastia dove vengono giocate 3 manche e alla fine della terza vince chi ha il punteggio più alto oppure quella di aggiungere 10 punti se il castello si trova al centro del reame o 5 se il regno è perfettamente di matrice 5x5.

## Premi e riconoscimenti
Il gioco ha vinto i seguenti premi e avuto i seguenti riconoscimenti:
- 2016
  - Golden Geek Best Family Board Game: nominato.

- 2017
  - Spiel des Jahres: vincitore;
  - As d'Or - Jeu de l'Année: nominato;
  - Gioco dell'Anno: vincitore.